# Union label

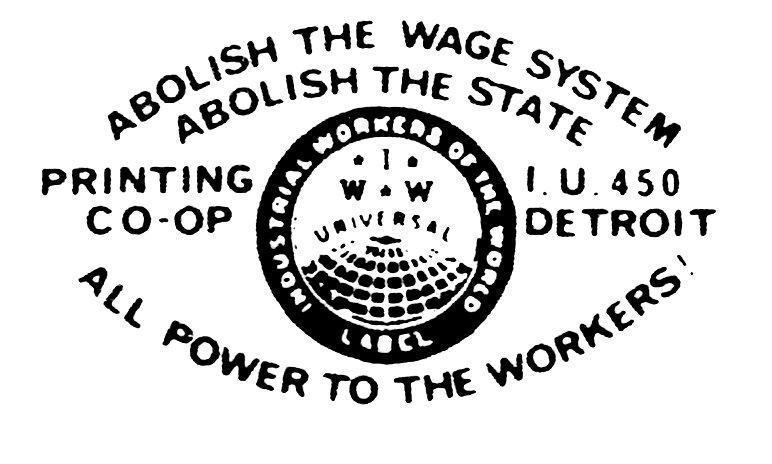
Label du syndicat Industrial Workers of the World utilisé sur les publications de la Detroit Printing Co-op de Fredy Perlman, vers 1973.

L'union label, parfois appelée union bug, est aux États-Unis une étiquette, une marque ou un emblème informant que les employés qui fabriquent un produit ou fournissent un service sont représentés par le syndicat ou le groupe de syndicats inscrit sur l'étiquette. Le terme « union bug » est utilisé pour décrire une petite étiquette, apparaissant sur des documents imprimés, et qui ressemble à un petit insecte,,,.

## Histoire

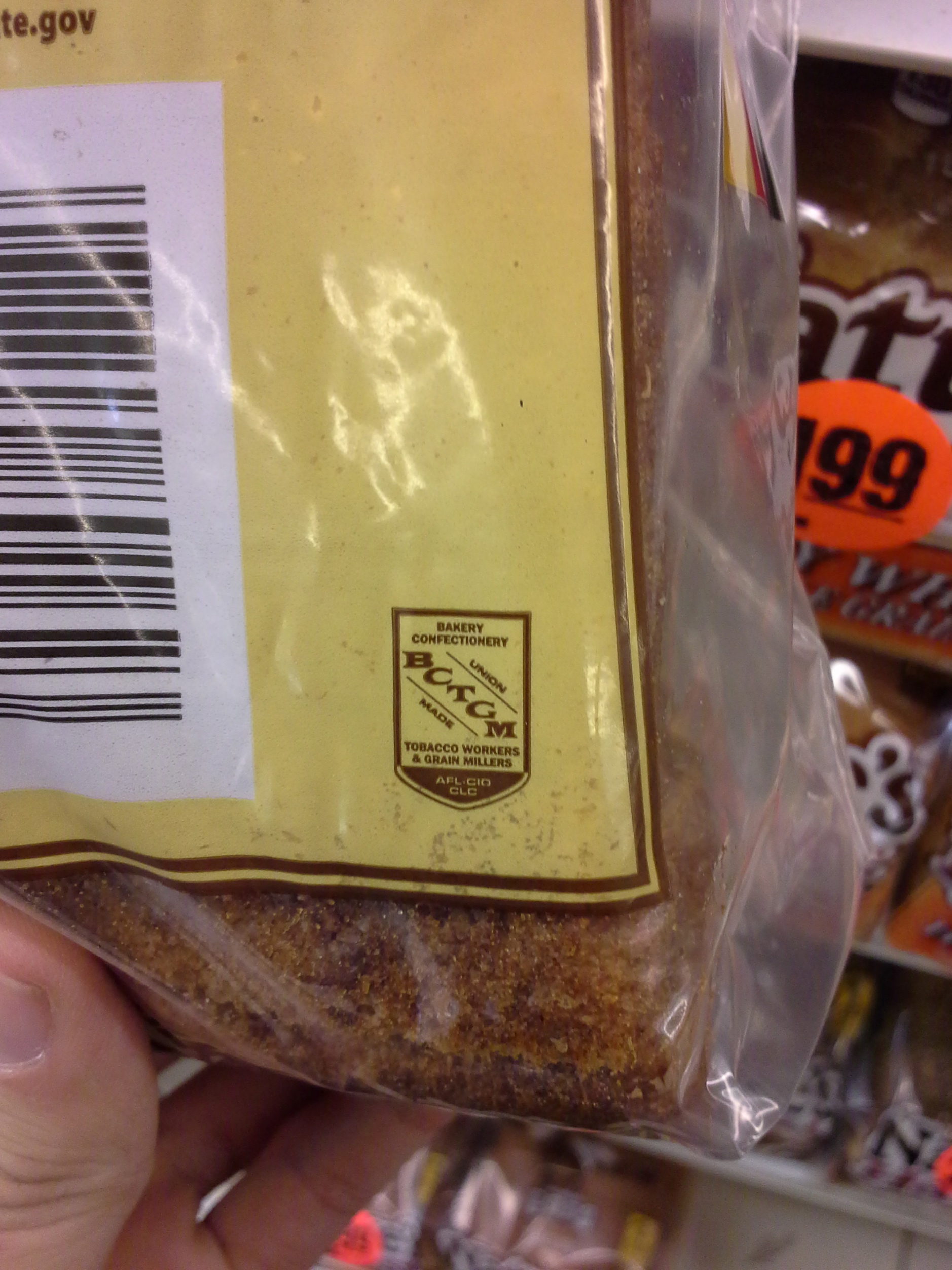
Du pain portant le label du Syndicat international des travailleurs et travailleuses de la boulangerie, confiserie, tabac et meunerie.

L'invention du concept d'union label est attribuée aux charpentiers du mouvement de l'Eight-Hour League à San Francisco qui adoptent un timbre en 1869 pour une utilisation sur les produits fabriqués par des usines employant des hommes en journée de huit heures (par opposition à la journée de dix heures)[réf. nécessaire]. 
En 1874, les travailleurs syndiqués de la fabrication de cigares de cette ville créent une étiquette « white labor » pour différencier leurs cigares de ceux fabriqués par des travailleurs chinois non syndiqués et mal payés. Ceci est la première utilisation de l'union label. Le concept du label en tant qu'outil permettant de mobiliser le soutien des autres consommateurs de la classe ouvrière pour la syndicalisation s'est répandu rapidement au cours des prochaines décennies, d'abord chez les fabricants de cigares (le syndicat adopte le premier label national en 1880), mais aussi chez d'autres syndicats, parmi lesquels les typographes, les travailleurs du vêtement, les tonneliers, les boulangers et les mouleurs de fer. En 1909, la Fédération américaine du travail créé l'Union Label Department, AFL-CIO (en) qui promeut les produits porteurs de labels.